# Абетті (місячний кратер)
Кратер Абетті (лат. Abetti) — невеликий ударний кратер у південно-східній частині Моря Ясності на видимій стороні Місяця. Назву присвоєно на честь італійських астрономів Антоніо Абетті (1846—1928) і Джорджо Абетті (1882—1982), затверджена Міжнародним астрономічним союзом в 1976 р.

## Опис кратера

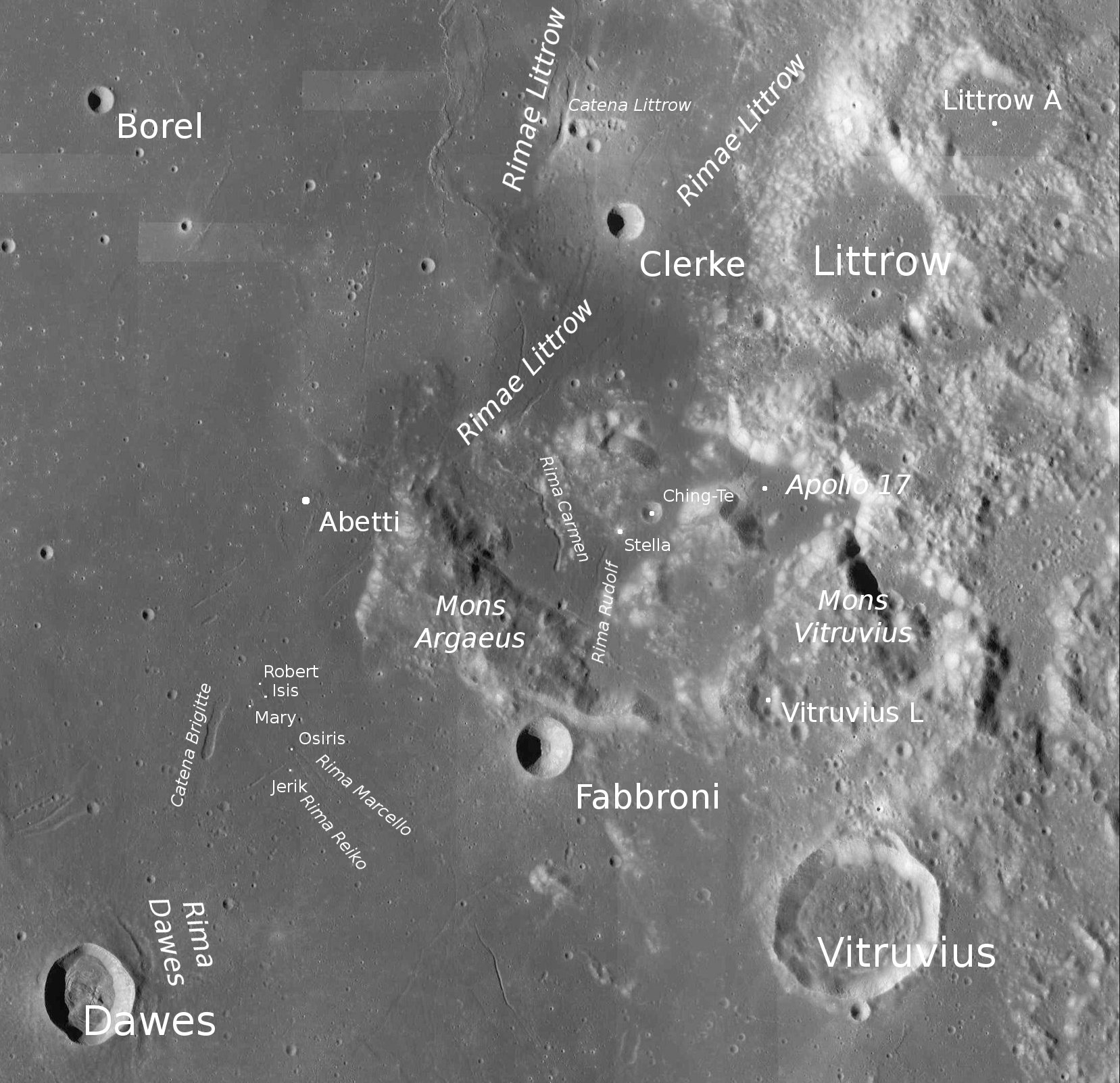
Околиці кратера Абетті. Знімок зонда Lunar Reconnaissance Orbiter.

На південному сході від кратера знаходиться пік Аргея. На півдні-південному заході від кратера розташований кратер Давес, на південному сході кратер Фаброні і далі кратер Вітрувій. На північному сході від кратера знаходяться борозни Літтрова; на сході борозна Кармен; на південно-сході борозна Рудольфа. Селенографічні координати центру кратера 20°07′ пн. ш. 27°49′ сх. д. / 20.11° пн. ш. 27.82° сх. д., діаметр 1,6 км.
Кратер відноситься до так званих примарних кратерів, який повністю затоплений лавою і над поверхнею Моря Ясності виступає тільки невелике кільцеве піднесення на місці, де колись був вал кратера. Найбільша висота валу над навколишньою місцевістю складає 50 м. Внаслідок цього кратер помітний тільки при низьких кутах освітлення Сонцем. 
Слід зазначити, що на різних картах зазначено різне розташування кратера, тобто питання про те, про яку структуру йдеться під цією назвою, не повністю закрите.

## Сателітні кратери
Відсутні.